# Hemishofen
Hemishofen (toponimo tedesco) è un comune svizzero di 460 abitanti del Canton Sciaffusa.